# Поседоний (епископ Уржеля)
Поседо́ний (кат. Possedoni, исп. Posedonio; умер после 21 июня 823) — епископ Уржеля (не позднее 814 — не ранее 823).

## Биография
Первое упоминание в исторических источниках о Поседонии как епископе Уржеля относится к 814 году, когда он получил от короля Аквитании Людовика I Благочестивого хартию, закрепляющую за Уржельской епархией некоторые земли, недавно отвоёванные у мавров. Среди привилегий, данных королём епископу Уржеля, было и право взимать церковную десятину с жителей городка Андорра-ла-Велья и его окрестностей. Это первое документально подтверждённое свидетельство власти епископов Уржеля над территорией современной Андорры.
За время своего епископства Поседоний вместе с представителями местной знати основал два монастыря: Санта-Мария-де-Сентерада (27 июля 815) и Сан-Андреу-де-Треспонтс. В последний раз Поседоний упоминается в хартии императора Людовика Благочестивого, данной 21 июня 823 года, в которой подтверждались привилегии, данные епископом монастырю Санта-Мария-де-Сантерада.
До второй половины XIX века в исторической науке господствовало мнение о существовании двух уржельских епископов с именем Поседоний: Поседония I (епископ в 814—819 годах) и Поседония II (епископ в 823—833 годах). Оно было основано на неправильной датировке хартии преемника Поседония, епископа Сисебута. После обнаружения новых исторических документов большинство историков стало придерживаться точки зрения о существовании только одного епископа по имени Поседоний. Это мнение поддерживает и Римско-католическая церковь.